# Torreta de Castellví
La Torreta de Castellví és una torre de Castellví de la Marca (Alt Penedès) declarada bé cultural d'interès nacional. La Torre de la Torreta està situada a ponent del terme de Castellví, adossada a la masia del mateix nom. És una torre de planta circular, construïda amb pedra d'aparell petit i irregular. Es troba adossada a la masia, i té entrada per la planta superior d'aquesta.
La torre de la Torreta és una de les torres de defensa d'origen medieval bastides al voltant del castell de Castellví, juntament amb la torre de Can Paqual, Estalella o el Castell de les Pujades.